# Класичне визначення ймовірності
Класичне визначення або інтерпретація ймовірності визначається працями Якоба Бернуллі і П'єра-Симона Лапласа. Як зазначено в Теорії аналітичних ймовірностей Лапласа,
Імовірність події — це відношення числа сприятливих випадків до числа усіх можливих випадків, коли ніщо не вказує на те, що будь-який з цих випадків має відбуватися частіше, ніж будь-який інший, що робить їх для нас рівноможливими.
Це визначення по суті є наслідком принципу недостатнього обґрунтування. Якщо елементарним подіям присвоєно однакові ймовірності, то ймовірність диз'юнкції елементарних подій — це число подій диз'юнкції, поділене на загальне число елементарних подій.
Класичне визначення ймовірності було поставлено під сумнів кількома письменниками дев'ятнадцятого століття, в тому числі Джоном Венном і Джорджем Булем. В результаті їх критики, та особливо завдяки працями Рональда Фішера, широке визнання дістало частотне визначення ймовірності. Класичне визначення мало у собі певного роду відродження у зв'язку із загальним інтересом до Баєсової ймовірності, тому що методи Баєса вимагають попереднього розподілу ймовірностей, а принцип недостатнього обґрунтування у свою чергу пропонує лише одне джерело такого розподілу. Класична ймовірність може запропонувати апріорні ймовірності, що відображають незнання, яке часто є притаманним до проведення експерименту.

## Історія
Як математичний предмет, теорія ймовірності виникла дуже пізно в порівнянні з геометрією, наприклад, не дивлячись на те, що ми маємо доісторичні свідоцтва з культур з усього світу про те, що людина грала в кості. Одним з найперших авторів на тему ймовірності був Джироламо Кардано. Він сформулював, напевно, перше відоме визначення класичної імовірності.
Сталий розвиток ймовірності розпочався в 1654 році, коли Блез Паскаль мав деяку переписку з другом свого батька П'єром де Ферма про дві проблеми, що стосувалися азартних ігор про які він чув трохи раніше того ж року від Шевальє де Мере, якого Паскаль, як виявилося, супроводжував під час поїздки. Однією проблемою була так звана проблема пунктів, яка була класичною вже тоді(ця проблема була розглянута Лукою Пачолі ще у 1494 році, а до того в анонімному рукописі у 1400 року) і стосувалася питання, як справедливо розділити гроші на кону, коли поточна гра переривається на півшляху. Іншою проблемою була проблема про математичне емпіричне правило, яке, здавалося, припиняло працювати, при використанні двох кубиків замість одного. Ця остання проблема або парадокс, була відкриттям самого Мере і показала, яким небезпечним може бути застосування математики до дійсності. Під час поїздки вони обговорили й інші математично-філософські проблеми, а також парадокси, що на думку Мере, зміцнило його узагальнений філософський кругозір.
Паскаль, в знак незгоди з точкою зору Мере про математику як щось прекрасне і бездоганне, але слабо пов'язане з реальністю, був повен рішучості довести Мере його неправоту, вирішивши ці дві проблеми за допомогою однієї математики. Коли він дізнався, що Ферма, вже визнаний як видатний математик, дійшов до тих самих висновків, він був переконаний, що вони вирішили проблеми остаточно. Це листування поширилося серед інших вчених того часу, зокрема серед Гюйгенса, Роберваля і Карамуеля, і зазначило початкову точку, коли математики взагалі почали вивчати питання азартних ігор. У листуванні не була зазначена «ймовірність»; листування було орієнтовано на справедливі ціни.
Через півстоліття, Бернуллі продемонстрував більш складне розуміння ймовірності. Він показав засіб з перестановками і комбінаціями, обговорив поняття ймовірності з прикладами поза класичного визначення (такими як особисті, судові та фінансові рішення) і показав, що ймовірності можуть бути оцінені повторними випробуваннями більш точно, якщо кількість випробувань збільшується.
Обсяг класичної «Енциклопедія, або тлумачний словник наук, мистецтв і ремесел» Дідро і д'Аламбера 1765 року містить розлоге обговорення ймовірності і стислий виклад знань того часу. Розходження зроблене між ймовірностями, «що надходять з принципу самої природи» (фізичні) і ймовірностями, «заснованими тільки на досвіді минулого, що може змусити нас впевнено зробити висновки для майбутнього», (очевидні).
Лаплас ввів чітке і тривале визначення ймовірності. Ще в 1814 році він заявив:
Теорія ймовірності полягає в спрощенні всіх подій одного виду до певного числа рівноможливих випадків, тобто до випадків, коли ми невпевнені, щодо їх існування, а також у визначенні кількості випадків сприятливих для події, ймовірність якої запитується. Відношення цього числа до числа усіх можливих випадків є мірою цієї ймовірності, яка являє собою простий дріб, чисельник — це число сприятливих випадків, а знаменник — число усіх можливих випадків.
— П'єр-Сімон Лаплас, Філософське есе про ймовірності
Це формулювання — є тим, що в кінцевому рахунку надало б класичне визначення ймовірності. Лаплас протягом століття опублікував кілька випусків множинних документів (технічних і популяризацію) на тему ймовірності. Багато з його попередників (Кардано, Бернуллі, Байес) посмертно опублікували лише один документ.

## Критика
Класичне визначення ймовірності надає рівні ймовірності подіям, які базуються на основі фізичної симетрії, що є природним для монет, карт та гральних кісток.
- Деякі математики протестують, говорячи, що таке визначення є тавтологією[11]. Імовірність «справедливої» монети … А «справедлива» монета визначається ймовірністю …
- Визначення є дуже обмеженим. Воно не бере до уваги випадки, коли не існує ніякої фізичної симетрії. Страхові внески, наприклад, можуть бути раціонально оцінені тільки після виміру відсотків втрати.
- Не так просто пояснити принцип байдужості, за винятком найпростіших і найбільш ідеалізованих випадків (продовження проблеми обмеженого визначення). Монети насправді не є симетричними. Чи можна присвоїти рівні ймовірності кожній зі сторін? Чи можна присвоїти рівні ймовірності будь-якому реальному експерименту?

Незважаючи на обмеження, визначення супроводжується суттєвою впевненістю. Казино, яке і є тим зазначеним відхиленням від класичної ймовірності, впевнене, що припущення були порушені (хтось обманює). Велика частина математики ймовірності була розвинена на основі цього спрощеного визначення. У альтернативних інтерпретаціях ймовірності (наприклад, частотній і суб'єктивній) також є деякі неточності.
Математична теорія ймовірності має справу з абстракціями, уникаючи обмежень і філософських ускладнень будь-якої з інтерпретацій ймовірності.